# Závlačná
Závlačná este o arie protejată (arie specială de conservare — SAC, sit de importanță comunitară — SCI) din Slovacia întinsă pe o suprafață de 11,41 ha, integral pe uscat.

## Localizare
Centrul sitului Závlačná este situat la coordonatele 49°05′46″N 18°12′43″E / 49.09612°N 18.21185°E.

## Înființare
Situl Závlačná a fost declarat sit de importanță comunitară în septembrie 2015 pentru a proteja 3 specii de animale. Situl a fost protejat și ca arie specială de conservare în octombrie 2017.

## Biodiversitate
Situată în ecoregiunea alpină, aria protejată conține 1 habitat natural: Pajiști uscate seminaturale și facies de acoperire cu tufișuri pe substraturi calcaroase (Festuco-Brometalia) (* situri importante pentru orhidee).
La baza desemnării sitului se află mai multe specii protejate de  nevertebrate (3): fluturele de noapte (Eriogaster catax), Euplagia quadripunctaria, fluturele purpuriu (Lycaena dispar).